# Russ Bender (stripreeks)
Russ Bender was de laatste Nederlandse stripreeks van de striptekenaar en scenarist Bert Bus. Het is een sciencefictionstrip in drie delen over de gevechtspiloot van de Amerikaanse marine Russ Bender.

## Publicatie
De trilogie werd van 1986 t/m 1989 gepubliceerd in het striptijdschrift Eppo Wordt Vervolgd en in haar opvolger Sjors en Sjimmie Stripblad. In 2000 werden de drie verhalen gepubliceerd als één album door uitgever Amor Vincit Omnia.